# Ghiacciaio Clifford
Il ghiacciaio Clifford (in inglese Clifford Glacier) è un ghiacciaio lungo circa 70 km situato sulla costa di Wilkins, nella parte orientale della Terra di Palmer, in Antartide. Il ghiacciaio, il cui punto più alto si trova a circa 250 m s.l.m., fluisce in direzione est-nord-est all'interno della valle presente tra il monte Tenniel, a nord, e i monti Eland, a sud, per poi virare verso est ed entrare nell'insenatura di Smith, andando ad alimentare la piattaforma glaciale Larsen D.

## Storia
La parte superiore del ghiacciaio Clifford fu mappata nel 1936 durante una ricognizione effettuata dalla spedizione britannica nella Terra di Graham, comandata da John Rymill, mentre la parte costiera fu esplorata nel 1940 da alcuni membri del Programma Antartico degli Stati Uniti d'America. Nel 1947 il ghiacciaio fu nuovamente esplorato da membri della spedizione antartica condotta nel 1947-48 al comando di Finn Rønne, i quali, assieme a membri del British Antarctic Survey, che all'epoca si chiamava ancora Falkland Islands and Dependencies Survey (FIDS), ne realizzarono infine una mappatura completa. Nel 1952, proprio il FIDS battezzò poi la formazione con il suo attuale nome in onore di sir G. Miles Clifford, al tempo governatore delle Isole Falkland.